# Cyprinella
Las carpitas o sardinitas son el género Cyprinella, peces ciprínidos de agua dulce incluidos en el orden Cypriniformes, distribuidos por México y Estados Unidos.
Son peces de río bentopelágicos de clima tropical a templado, que habitan sobre los gondos arenosos o rocosos de ríos de tamaño pequeño a mediano, alimentándose de invertebrados.
Tienen la típica morfología de las carpas pero característico su pequeño tamaño de unos 10 centímetros o menos, con la excepción de Cyprinella venusta que alcanza unos 20 cm. Por ello tienen escasa importancia comercial, con la excepción de la especie Cyprinella proserpina que se comercializa para acuariología.

## Especies
Existen 30 especies agrupadas en este género:
- Cyprinella alvarezdelvillari (Contreras-Balderas y Lozano-Vilano, 1994) - Carpita tepehuana o Sardinita bronze del Nazas.
- Cyprinella analostana (Girard, 1859)
- Cyprinella bocagrande (Chernoff y Miller, 1982) - Carpita bocagrande o Sardinita bocagrande.
- Cyprinella caerulea (Jordan, 1877)
- Cyprinella callisema (Jordan, 1877)
- Cyprinella callistia (Jordan, 1877)
- Cyprinella callitaenia (Bailey y Gibbs, 1956)
- Cyprinella camura (Jordan y Meek, 1884)
- Cyprinella chloristia (Jordan y Brayton, 1878)
- Cyprinella formosa (Girard, 1856) - Carpita yaqui o Sardinita de Santa María.
- Cyprinella galactura (Cope, 1868)
- Cyprinella garmani (Jordan, 1885) - Carpita jorobada
- Cyprinella gibbsi (Howell y Williams, 1971)
- Cyprinella labrosa (Cope, 1870)
- Cyprinella leedsi (Fowler, 1942)
- Cyprinella lepida (Girard, 1856)
- Cyprinella lutrensis (Baird y Girard, 1853) - Carpita roja.
- Cyprinella nivea (Cope, 1870)
- Cyprinella ornata (Girard, 1856)
- Cyprinella panarcys (Hubbs y Miller, 1978) - Carpita del Conchos.
- Cyprinella proserpina (Girard, 1856) - Carpita río del norte.
- Cyprinella pyrrhomelas (Cope, 1870)
- Cyprinella rutila (Girard, 1856) - Carpita regiomontana
- Cyprinella spiloptera (Cope, 1867)
- Cyprinella stigmatura (Jordan, 1877)
- Cyprinella trichroistia (Jordan y Gilbert en Jordan y Brayton, 1878)
- Cyprinella venusta (Girard, 1856) - Carpita colinegra
- Cyprinella whipplei (Girard, 1856)
- Cyprinella xaenura (Jordan, 1877)
- Cyprinella xanthicara (Minckley y Lytle, 1969) - Carpita de Cuatro Ciénegas.
- Cyprinella zanema